# Sinkopa (medicina)
Sinkopa je medicinski izraz za iznenadan i najčešće kratkotrajan gubitak svijesti.
Sinkopa je najčešće posljedica hipoksije mozga, kao posljedica smanjenog protoka krvi. Prema uzroku sinkope mogu biti srčane (poremećaji ritma), vazovagalne, ortostatske, sinkope u cerebrovaskularnim bolestima, a postoji i velik broj rjeđih uzroka.
Presinkopa je medicinski naziv za omaglicu, trenutno mračenje očima bez gubitka svijesti, a mogu je uzrokovati slična stanja kao i sinkopu.
|  | Molimo pročitajte upozorenje o korištenju medicinskih informacija. Ne provodite liječenje bez savjetovanja s liječnikom! |